# Perejaslavka
Perejaslavka (in russo Переяславка?) è un insediamento di tipo urbano della Russia, situato nel Territorio di Chabarovsk. È il centro amministrativo del distretto Rajon imeni Lazo.
La località si trova sul fiume Kija (affluente dell'Ussuri), 62 km a nord di Chabarovsk.